# Morbach (Niederkirchen)
Morbach ist ein Ortsteil der Ortsgemeinde Niederkirchen in der Verbandsgemeinde Otterbach-Otterberg im Landkreis Kaiserslautern in Rheinland-Pfalz.

## Lage
Morbach liegt im Nordpfälzer Bergland im Westen des Gemeindegebiets und ist überwiegend von landwirtschaftlich genutzten Flächen umgeben. Im Ort hat der Moorbach seine Quelle. Südlich des Ortes entspringt außerdem der Weilerbach.

## Geschichte
Von 1798 bis 1814, als die Pfalz Teil der Französischen Republik (bis 1804) und anschließend Teil des Napoleonischen Kaiserreichs war, war Morbach in den Kanton Otterberg eingegliedert und unterstand der Bürgermeisterei Kaulbach. Die Herrschaft des revolutionären Frankreich brachte auch gesellschaftliche Veränderungen mit sich, so wurde die Rechtsgleichheit aller Bürger eingeführt, alte feudale Vorrechte abgeschafft und allen Bürgern Heirats- und Niederlassungsfreiheit gewährt. Die revolutionären Ideen von Freiheit, Gleichheit und Brüderlichkeit hatten sich bereits zuvor auch in den deutschen Gebieten verbreitet und durchaus Befürworter gefunden. Von 1818 bis 1862 war der Ort – damalige Schreibweise Moorbach – Bestandteil des Landkommissariat Kaiserslautern, das anschließend in ein Bezirksamt umgewandelt wurde.
1928 hatte Morbach 337 Einwohner, die in 70 Wohngebäuden lebten. Die Protestanten gehörten seinerzeit zur Pfarrei von Niederkirchen, die Katholiken zu derjenigen von Reipoltskirchen. Bei den Reichstagswahlen im März 1933 erhielt die NSDAP 172 von 185 abgegebenen Stimmen und damit die überwältigende Wählermehrheit, dieses Wahlverhalten war für protestantische Landgemeinden damals nicht ungewöhnlich. 1938 wurde der Ort in den Landkreis Kaiserslautern eingegliedert. Nach dem Zweiten Weltkrieg wurde Morbach innerhalb der französischen Besatzungszone Teil des damals neu gebildeten Landes Rheinland-Pfalz. Im Zuge der ersten rheinland-pfälzischen Verwaltungsreform wurde Morbach am 7. Juni 1969 nach Niederkirchen eingemeindet, innerhalb derer es seither einen Ortsbezirk bildet.

## Politik

### Ortsbezirk
Morbach ist gemäß Hauptsatzung einer von vier Ortsbezirken der Ortsgemeinde Niederkirchen. Er wird durch einen Ortsbeirat und einem Ortsvorsteher politisch vertreten.

### Ortsbeirat
Der Ortsbeirat besteht aus sieben Mitgliedern, die bei der Kommunalwahl am 9. Juni 2024 in einer personalisierten Verhältniswahl gewählt wurden, und dem ehrenamtlichen Ortsvorsteher als Vorsitzendem.
Die Sitzverteilung im Ortsbeirat:
| Wahl | SPD | FWG | Gesamt  |
| ---- | --- | --- | ------- |
| 2024 | 4   | 3   | 7 Sitze |
| 2019 | 4   | 3   | 7 Sitze |
| 2014 | 4   | 3   | 7 Sitze |
| 2009 | 4   | 3   | 7 Sitze |

- FWG = Freie Wählergruppe Niederkirchen e. V.

### Ortsvorsteher
Thomas Neugebauer (FWG) wurde am 2. Juli 2024 Ortsvorsteher von Morbach. Bei der Direktwahl am 9. Juni 2024 hatte er sich mit einem Stimmenanteil von 57,76 % gegen die Amtsinhaberin durchgesetzt.
Seine Vorgängerin Natascha Martin (SPD) hatte das Amt seit 2019 inne. Zuvor war Gerhard Geib (FWG) Ortsvorsteher von Morbach.

## Infrastruktur
Der Ort liegt an der Kreisstraße 31, die ihn mit Kreimbach-Kaulbach sowie Schallodenbach verbindet. Vor Ort existiert der Morbacher Sportverein. Früher befand sich im Ort eine protestantische Schule.
In der Liste der Kulturdenkmäler in Niederkirchen (Westpfalz) ist für Morbach ein Einzeldenkmal aufgeführt:
- das Kriegerdenkmal 1914/18 und 1939/45 in der Lindenstraße für die Gefallenen und Vermissten des 1. und des 2. Weltkrieges

## Kultur
Seit 1800 brachte Morbach eine große Musikertradition hervor und galt bis zum Zweiten Weltkrieg als Musikerdorf. Die männlichen Mitglieder vieler Morbacher Familien wanderten als Berufsmusiker oft nach Australien oder in die USA aus oder spielten mit ihren Kapellen in Großstädten Nord- und Süddeutschlands. Viele Familien erwarben mit den Erlösen aus der Musik ihre Bauernhöfe. Zur Unterstützung der Berufsmusiker wurde 1895 ein Musikverein gegründet.
In Morbach wird auch der Soziolekt Rotwelsch gesprochen.